# مانوبو نامیکی
مانوبو نامیکی (انگلیسی: Manabu Namiki؛ زادهٔ ۱۳ سپتامبر ۱۹۷۱) یک موسیقی‌دان اهل ژاپن است. وی از سال ۱۹۹۱ میلادی تاکنون مشغول فعالیت بوده‌است. 